# Zaščitena naravna območja v Italiji
Zaščitena naravna območja so bila v Italiji določena z zakonom 349/1991, ki predvideva sledeče skupine zavarovanih ekosistemov:
Glede na obseg:
- park
- rezervat
- biotop

Glede na pripadnost:
- državna območja (narodni parki)
- deželna ali pokrajinska območja (pokrajinski parki)
- privatna območja

Glede na tipologijo:
- naravni rezervati
- mokrišča
- morski rezervati
- ostala naravna območja

## Seznam zaščitenih področij
Seznam zaščitenih območij v Italiji je EUAP (Elenco ufficiale delle aree naturali protette [Uradni seznam zaščitenih naravnih območij]), ki ga je izdalo Ministrstvo za okolje. Po potrebi se izpopolnjuje z dodatkom novo ustvarjenih rezervatov.
V seznam so vključena območja, ki izpolnjujejo sledeče pogoje:
- formalna ustanovna listina s strani države, pokrajine ali druge javne ustanove, ki s pogodbo med lastnikom ozemlja in upraviteljem zagotavlja okoljevarstveno koriščenje;
- kartografska dokumentacija področja;
- dokazi o naravnih posebnostih področja;
- upoštevanje pogojev, ki jih predvideva zakon 349/91, na primer prepoved lova na področju;
- obveza primernega upravljanja s strani upravitelja za zaščito področja;
- proračun oziroma zagotovljeno financiranje   vzdrževanja področja in njegove zaščite.

Zadnjič je bil seznam posodobljen leta 2010 in javno priobčen v Uradnem listu 31.5.2010, ki našteva območja, za katera je predvidena zakonska zaščita, vendar ti rezervati še niso bili vsi ustanovljeni oziroma pravno organizirani. Najbolj je to opazno pri morskih rezervatih, saj jih samo pet deluje po predvidenih smernicah, ostali so še v pripravi. Seznam zajema 871 zaščitenih področij, od teh 31.636 km2 na kopnem, 28.530 km2 morja in 658 km obale, ki so tako porazdeljena:
- 24 narodnih parkov – 15.000 km2 kopnega in 700 km2 morja IUCN II
- 27 morskih rezervatov – 2.000 km2 morja in 650 km obale IUCN II, IUCN IV, IUCN V
- 147 državnih rezervatov – 2.000 km2 kopnega IUCN I
- 3 privatna zaščitena območja – 25.000 km2 morja IUCN IV, IUCN V
- 134 pokrajinskih parkov – 13.000 km2 kopnega IUCN II, IUCN III, IUCN IV
- 365 pokrajinskih rezervatov – 2.300 km2 kopnega IUCN III, IUCN IV
- 171 privatnih rezervatov – 500 km2 kopnega IUCN IV, IUCN VI.

## Narodni in pokrajinski parki
Zakon predvideva, da so državni ali narodni parki "kopna, morska, rečna in jezerska območja z enim ali več ekosistemi, naravnimi ali delno spremenjenimi s človeškimi posegi, z eno ali več fizičnimi, geološkimi, geomorfološkimi ali biološkimi posebnostmi, državnega ali mednarodnega pomena zaradi naravnih, znanstvenih, kulturnih, estetskih, vzgojiteljskih ali rekreativnih značilnosti, ki upravičujejo državno odgovornost za njihovo ohrano."
Narodni park pokriva obširno in gosto naseljeno ozemlje z različnimi vrstami terena. Določi ga Ministrstvo za okolje, ki koordinira vključene pokrajinske parke s pripadajočimi občinami. Iz tega vidika narodni park ne samo zavaruje in nadzira območje, temveč tudi povezuje vse lokalne enote in jih spodbuja k višjemu vrednotenju in razvoju ozemlja. 
Danes je v Italiji 24 narodnih parkov na skupni površini preko poldrugega milijona hektarjev, kar je 5 % državne površine. Odgovornost za njihovo organizacijo in vzdrževanje nosi ministrstvo.
Po istem zakonu so pokrajinski parki "kopna, rečna in jezerska območja ter obrežni predeli morja z okoljskimi in naravoslovnimi značilnostmi, ki v pokrajini ali v več stikajočih se pokrajinah sestavljajo homogeno celoto naravoslovnih, krajinskih, umetnostnih in kulturnih značilnosti lokalnega pomena". Deželne parke sestavljajo območja, ki spadajo v več pokrajin.
Zaradi že obstoječih človeških posegov v naravne ekosisteme (antropizacija) so se italijanski pokrajinski parki, po zgledu drugih evropskih parkov, opredelili za ohrano naravnih značilnosti ozemlja z uvedbo socialnega izkoriščanja v prid gospodarskega razvoja lokalnega prebivalstva. Socialno izkoriščanje v tem smislu pomeni, da so parki na razpolago za vsako ekološko eksperimentalno raziskovanje, ki naj bi z različnimi kulturnimi in ekonomskimi pogledi ugotovilo nove načine znanstveno-ekonomskega upravljanja parkov. 
Italijanski deželni in pokrajinski parki pokrivajo preko milijona hektarjev državnega ozemlja. Odgovornost za njihovo organizacijo in vzdrževanje nosijo pokrajine v sodelovanju z ministrstvom.

## Naravni rezervati
Po definiciji so naravni rezervati "kopna, rečna, jezerska ali morska območja, v katerih domuje ena ali več naravoslovno pomembnih predstavnikov živalstva ali rastlinstva, ali ki zajemajo enega ali več ekosistemov, pomembnih za biološko raznovrstnost ali za zaščito genetskih zapisov". Po definiciji IUCN se naravni rezervati v Italiji delijo v
- stroge naravne rezervate, kjer so naravne danosti strogo zaščitene in kamor je vstop dovoljen samo znanstvenemu osebju in paznikom;
- usmerjene naravne rezervate, kjer so človeški posegi usmerjeni na razvoj obstoječih posebnosti, skladno z naravnimi viri. Razen tega so rezervati na razpolago za ekološki turizem in predvsem za učno-vzgojne obiske šolarjev in dijakov.
- biogenetske naravne rezervate, čigar prvotni cilj je ohrana genetskih zapisov živalskih in rastlinskih vrst, ki so prisotne v rezervatu.

## Mokrišča
Mokrišča so močvirja, barja, šotišča ter stalne ali občasne kotanje naravnega ali umetnega nastanka, s stoječo ali tekočo sladko, polslano ali slano vodo, vključno z območji obalnega morja, kjer voda ob osekah ne presega globine šest metrov, in ki so po pravilih Ramsarskega sporazuma mednarodnega pomena.
Pri mokriščih je ključnega pomena količina vode, ki lahko v raznih letnih časih občutno niha; v skrajnih primerih se mokrišče izsuši in njegov ekosistem je izgubljen. V preteklem stoletju se je v Italiji število mokrišč močno skrčilo tudi zaradi namernega in načrtnega izsuševanja nezdravih malaričnih ozemelj, s čimer je bil sicer pridobljen življenjski prostor za človeka, a so bili uničeni živalski in rastlinski habitati. Po letu 1971, ko je bil podpisan Ramsarski sporazum, se tudi v Italiji posveča večjo pozornost pomembnosti mokrišč, ki so ekosistemi z zelo visoko biološko raznovrstnostjo.

## Morski rezervati
V Italiji so morski rezervati zaščiteni z zakonom 979/1982, ki jih opredeljuje kot "vodne ekosisteme v morskem ambientu, vključno z morskim dnom in pripadajočo obalo, ki so pomembni zaradi naravnih, geomorfoloških, fizičnih in biokemičnih značilnosti, s posebnim ozirom na morsko rastlinstvo in živalstvo, in zaradi njihovih znanstvenih, ekoloških, kulturnih, vzgojnih in ekonomskih možnosti". 
Morski rezervati so različno opredeljeni glede na večjo ali manjšo zaščito, vendar so to v glavnem morska območja, kjer je človeško gibanje delno ali popolnoma prepovedano. 

## Druga zaščitena območja
Med druga zaščitena območja spadajo privatni parki (na primer WWF), parki v oskrbi občinskih uprav, naravni spomeniki. 
Posebne važnosti so območja, ki so bila določena z zakonom 157/1992 za zaščito divjadi, ki morajo za vsako pokrajino zavzemati med 20 in 30 % gozdno-travniškega ozemlja. Delijo se v zaščitene oaze (umetni brlogi in gnezda za počivališče in parjenje divjadi), področja za razmnoževanje in redčenje (kjer je divjad pod številčnim nadzorstvom, vključno z vnosom in odselitvijo elementov do optimalne gostote populacije) in farme za nadzorovano biološko reprodukcijo (za ohrano in obnovo ogroženih avtohtonih vrst).

## Vir
- http://www.gazzettaufficiale.it/do/gazzetta/downloadPdf?dataPubblicazioneGazzetta=20100531&numeroGazzetta=125